# スリープウォーカー
スリープウォーカー(Sleepwalker)は、1977年にリリースされたザ・キンクスのアリスタ・レコード移籍第1作目のアルバム。RCA時代を始めとする一連のコンセプト・アルバムからロックンロール路線への回帰/転換を果たした記念すべき作品。移籍に伴いクライヴ・デイヴィスからコンクの録音機材を一新する費用を与えられレコーディングされた為、以前のアルバム等に比べて音の抜けが良く聴き易さが増した。本作録音中にジョン・ダルトンが脱退した為、後任にアンディ・パイルが加入。「ミスター・ビッグ・マン」のみアンディ加入後の録音である。アメリカでは、これまでのアルバムと比較すると売り上げを大きく伸ばし、来たるべき絶頂期を予感させた。

## 曲目
全曲レイ・デイヴィス作詞作曲。
1. ライフ・オン・ザ・ロード - Life on the Road 5:02
2. ミスター・ビッグ・マン - Mr. Big Man 3:49
3. スリープウォーカー - Sleepwalker 4:04
4. ブラザー - Brother 5:28
5. ジューク・ボックス・ミュージック - Juke Box Music 5:32
6. スリープレス・ナイト - Sleepless Night 3:18
7. ストーミー・スカイ - Stormy Sky 3:58
8. フル・ムーン - Full Moon 3:52
9. ライフ・ゴーズ・オン - Life Goes On 5:03

【ボーナス・トラック】
1. アーティフィシャル・ライト - Artificial Light 3:26
2. プリンス・オブ・ザ・パンクス - Prince of the Punks 3:18
3. 気どり屋 - The Poseur 2:53
4. オン・ジ・アウトサイド［1977ミックス］ - On the Outside 5:07
5. オン・ジ・アウトサイド［1994ミックス］ - On the Outside 5:19